# Рора (Торино)
Рора (итал. Rorà) је насеље у Италији у округу Торино, региону Пијемонт.
Према процени из 2011. у насељу је живело 105 становника. Насеље се налази на надморској висини од 954 м.

## Становништво
Према резултатима пописа становништва 2011. у општини је живело 255 становника.
| 1931. | 1936. | 1951. | 1961. | 1971. | 1981. | 1991. | 2001. | 2011. |
| ----- | ----- | ----- | ----- | ----- | ----- | ----- | ----- | ----- |
| 555   | 550   | 427   | 322   | 263   | 252   | 261   | 259   | 255   |